# Лашинда Демус
Лашинда Демус  (англ. Lashinda Demus, 10 березня 1983) — американська легкоатлетка, олімпійська медалістка, чемпіонка світу.

## Виступи на Олімпіадах
| Олімпіада   | Дисципліна                    | Місце     |
| ----------- | ----------------------------- | --------- |
| Афіни 2004  | біг на 400 метрів з бар'єрами | 5 h2 r2/3 |
| Лондон 2012 | біг на 400 метрів з бар'єрами | 2         |

## Зовнішні посилання
- Досьє на sport.references.com [Архівовано 14 листопада 2012 у Wayback Machine.]